# Europees kampioenschap basketbal mannen 1946
Eurobasket 1946 is het vierde gehouden Europees Kampioenschap basketbal. Eurobasket 1946 werd georganiseerd door FIBA Europe. Tien landen die ingeschreven waren bij de FIBA, namen deel aan het toernooi dat gehouden werd in 1946 te Genève, Zwitserland. Tsjecho-Slowakije werd de uiteindelijke winnaar.

## Eindklassement
1. Tsjecho-Slowakije
2. Italië
3. Hongarije
4. Frankrijk
5. Zwitserland
6. Nederland
7. België
8. Luxemburg
9. Polen
10. Engeland

## Resultaten
De voorronde bestond uit tien teams ingedeeld in drie groepen (een van vier en twee van drie). Elk team speelde een wedstrijd tegen een groepsgenoot. De nummers 1 en 2 van de groep van vier en de nummers 1 van de groepen van drie gingen door naar de halve finale. De nummers 2 van de twee groepen van drie gingen door naar de wedstrijd voor de 5e plaats. De nummers 3 van de groepen van drie en de nummers 3 en 4 van de groep van vier gingen door naar de wedstrijden voor de 7e, 8e, 9e en 10e plaats.

### Voorronde

#### Groep A
| Plaats | Land      | Pnt | W | V | PV  | PT  | Verschil |
| ------ | --------- | --- | - | - | --- | --- | -------- |
| 1      | Italië    | 6   | 3 | 0 | 152 | 71  | +81      |
| 2      | Hongarije | 5   | 2 | 1 | 113 | 70  | +43      |
| 3      | Polen     | 4   | 1 | 2 | 91  | 102 | −11      |
| 4      | Luxemburg | 3   | 0 | 3 | 53  | 166 | −113     |

| Polen     | 45 - 28 | Luxemburg |
| Italië    | 39 - 31 | Hongarije |
| Luxemburg | 10 - 48 | Hongarije |
| Polen     | 25 - 40 | Italië    |
| Italië    | 73 - 15 | Luxemburg |
| Polen     | 21 - 34 | Hongarije |

#### Groep B
| Plaats | Land      | Pnt | W | V | PV  | PT  | Verschil |
| ------ | --------- | --- | - | - | --- | --- | -------- |
| 1      | Frankrijk | 4   | 2 | 0 | 112 | 29  | +83      |
| 2      | Nederland | 3   | 1 | 1 | 66  | 74  | −8       |
| 3      | Engeland  | 2   | 0 | 2 | 38  | 113 | −75      |

| Engeland  | 27 - 48 | Nederland |
| Engeland  | 11 - 65 | Frankrijk |
| Frankrijk | 47 - 18 | Nederland |

#### Groep C
| Plaats | Land              | Pnt | W | V | PV | PT | Verschil |
| ------ | ----------------- | --- | - | - | -- | -- | -------- |
| 1      | Tsjecho-Slowakije | 4   | 2 | 0 | 58 | 50 | +8       |
| 2      | Zwitserland       | 3   | 1 | 1 | 50 | 43 | −7       |
| 3      | België            | 2   | 0 | 2 | 56 | 71 | −15      |

| Tsjecho-Slowakije | 20 - 17 | Zwitserland       |
| België            | 23 - 33 | Zwitserland       |
| België            | 33 - 38 | Tsjecho-Slowakije |

### Classificatie 7-10
| Engeland | 27 - 50 | Luxemburg |
| Polen    | 22 - 39 | België    |

### Halve finale
| Tsjecho-Slowakije | 42 - 28 | Hongarije |
| Italië            | 37 - 25 | Frankrijk |

### Finale
9e/10e plaats:
| Engeland | 22 - 50 | Polen |

7e/8e plaats:
| België | 42 - 11 | Luxemburg |

5e/6e plaats:
| Nederland | 25 - 36 | Zwitserland |

3e/4e plaats:
| Hongarije | 38 - 32 | Frankrijk |

Finale kampioenschap:
| Tsjecho-Slowakije | 34 - 32 | Italië |

| Eurobasket 1946 winnaar        |
| ------------------------------ |
| Tsjecho-Slowakije Eerste titel |